# Цица
Цица (Цице) — река в Республике Адыгея и Краснодарском крае, правый приток Пшехи (бассейн Кубани). Истоки реки находятся на плато Лагонаки и склонах горы Оштен на территории Кавказского заповедника близ Майкопского перевала. В верхнем течении реки находится труднодоступный каньон.
Устье реки находится в 84 км по правому берегу реки Пшехи. Длина реки — 43 км, площадь водосборного бассейна — 255 км².

## Данные водного реестра

Бассейн Кубани

По данным государственного водного реестра России относится к Кубанскому бассейновому округу, водохозяйственный участок реки — Белая. Речной бассейн реки — Кубань.
Код объекта в государственном водном реестре — 06020001112108100004847.